# Douglas DF
Il Douglas DF era un idrovolante a scafo centrale, monoplano e bimotore realizzato dalla statunitense Douglas nella seconda metà degli anni trenta.
Progettato su iniziativa privata della medesima casa costruttrice, il DF (sigla di Douglas Flying-boat, in inglese letteralmente "nave volante", cioè idrovolante a scafo centrale) venne costruito in soli quattro esemplari che vennero tutti venduti all'estero: due in Giappone e due in Unione Sovietica.

## Storia del progetto
Il progetto del Douglas DF nacque negli anni trenta sulla scia del successo di altri grandi idrovolanti da trasporto di passeggeri su rotte a lungo raggio.
Il disegno si distaccava notevolmente dal precedente Douglas Dolphin e si caratterizzava per le dimensioni generose, la fusoliera profonda e l'ala alta a sbalzo sulla quale erano alloggiati i due motori e che, durante il volo, alloggiava al proprio interno i galleggianti stabilizzatori laterali retraibili.
Il prototipo risulta essere stato completato nel mese di agosto del 1936 ed aver eseguito i primi test di volo nel successivo mese di settembre.
Malgrado le buone prestazioni dimostrate, ed in particolare un eccellente comportamento in acqua nelle fasi di ammaraggio e di decollo, il DF non suscitò interesse nelle imprese di trasporto statunitensi. Il prototipo ed un secondo esemplare (identificati come modello DF-195) vennero acquistati dall'Aeroflot ed altri due (modello DF-151) dalla giapponese Dai Nippon Koku KK.

## Tecnica
Come già detto il Douglas DF era un bimotore monoplano ad ala alta; la sua struttura era interamente metallica e solo le superfici di controllo erano rivestite in tela.
All'estremità di prua erano realizzati il vano per l'ancora e l'albero per l'ormeggio; subito dietro, la cabina di pilotaggio dotata di doppi comandi era posizionata all'estremità superiore della profonda fusoliera a sezione ovale a sua volta destinata (nella parte inferiore) ad ospitare i passeggeri.
Questi erano disposti in quattro scompartimenti separati (due per ogni lato del velivolo, separati da un corridoio centrale) che, nei voli diurni, potevano ospitare otto passeggeri ciascuno; la configurazione di volo notturno prevedeva la riduzione a 16 passeggeri complessivi con quattro cuccette per ogni singolo scompartimento.
La fusoliera terminava con una trave di coda che sosteneva gli impennaggi; questi erano di tipo classico, con i piani orizzontali collocati alla base della deriva.
L'ala, a sbalzo, ospitava i due motori Wright Cyclone (radiali a 9 cilindri raffreddati ad aria), capaci di sviluppare ciascuno la potenza di 1 000 hp (pari a 750 kW).

## Impiego operativo
I due esemplari acquistati dalla sovietica Aeroflot vennero presi in carico dall'Ufficio dell'Aviazione Polare ed identificati rispettivamente con le sigle N-205 ed N-206.
Dell'esemplare N-205 si hanno notizie d'impiego sulla rotta Krasnojarsk-Dudinka e, nell'agosto del 1937, del suo coinvolgimento nelle ricerche dell'equipaggio del bombardiere Bolkhovitinov DB-A comandato dal pilota Sigizmund Aleksandrovič Levanevskij (già insignito nel 1934 del titolo di Eroe dell'Unione Sovietica in occasione del salvataggio dell'equipaggio della nave Cheliuskin), disperso nel corso di un volo da Mosca agli Stati Uniti d'America lungo una rotta polare. Altre fonti indicano che i velivoli furono impiegati anche sulla rotta Leningrado-Sebastopoli. L'esemplare N-206 sarebbe sopravvissuto alla seconda guerra mondiale ed avrebbe continuato a volare almeno fino al 1946.
I due esemplari acquistati in Giappone (rispettivamente immatricolati come J-ANES e J-ANET) furono assegnati alla Marina imperiale giapponese, che li impiegò rispettivamente con le designazioni HXD-1 e HXD-2 (Idrovolante Sperimentale della Marina Tipo D). Uno di questi due venne poi assegnato alla Kawanishi Kōkūki KK per la realizzazione di studi (sulle soluzioni impiegate nella sua costruzione) che vennero successivamente sfruttati nella produzione dell'idrovolante H8K. L'altro esemplare venne impiegato in voli sperimentali fino al 10 agosto del 1938 quando andò perso in un incidente in volo.

## Utilizzatori

### Civili
Giappone
- Dai Nippon Koku KK

 Unione Sovietica
- Aeroflot

### Militari
Giappone
- Dai-Nippon Teikoku Kaigun Kōkū Hombu